# متريت
متريت وفي بعض النصوص مقريت هي قرية لبنانية من قرى قضاء الكورة في محافظة الشمال.

كانت تابعة في السابق لقضاء بشري وتم نقلها لتتبع إداريا قضاء الكورة بموجب القانون اللبناني رقم 339 تاريخ 16/6/1994.